# Тартарен із Тараскона (фільм, 2003)
«Тартарен із Тараскона» (рос. «Тартарен из Тараскона») — російсько-білоруський художній фільм 2003 року режисера Дмитра Астрахана, екранізація знаменитого роману Альфонса Доде «Тартарен з Тараскона».

## Сюжет
Тартарен — маленький товстенький чоловік з провінційного французького містечка позаминулого століття. Кожен день він збирається в свою Велику Подорож. При цьому жодного разу в житті йому так і не вдалося покинути Тараскон. Збираючись рятувати експедицію в Альпах, він занадто довго тренується і перевіряє спорядження — і експедицію врятували без нього. Маючи намір визволяти потерпілих від лавини, він ніяк не може зважитися, і добру справу робить хтось інший. Нарешті, підготувавшись до чергової місії, він зустрічає молоду приїжджу панночку, яка закохується в нього — і вже яка тепер експедиція!..

## У ролях
- Анатолій Равикович
- Олена Захарова
- Микола Караченцов
- Інна Ульянова
- Олександр Абдулов
- Олександр Філіппенко
- Тетяна Золоткова
- Павло Баршак
- Сергій Никоненко

## Творча група
- Сценарій: Олег Данилов
- Режисер: Дмитро Астрахан
- Оператор: Єжи Госьцік
- Композитор: Олександр Пантикін